# Khisa
Khisa – wieś w Botswanie w dystrykcie Kgalagadi. Osada znajduje się w pobliżu granicy z RPA, oraz na północny wschód od stolicy regionu Tshabong. Według spisu ludności z 2001 roku wieś liczyła 423 mieszkańców.